# Morten Meldal
Morten Peter Meldal (født 16. januar 1954 i Danmark) er en dansk kemiker og professor i kemi på Københavns Universitet i København. Han er kendt for at have udviklet den kobberkatalyserede azid-alkyn cykloadditionsreaktion (CuAAC-click reaktionen), der revolutionerede klikkemien, en enkel metode til at syntetisere nye kemiske molekyler. I 2022 blev han tildelt Nobelprisen i kemi sammen med Carolyn R. Bertozzi og K. Barry Sharpless "for udviklingen af klikkemi og bioortogonal kemi".

## Uddannelse og karriere
Meldal blev bachelor og senere Ph.d. i kemiteknik fra Danmarks Tekniske Universitet. Hans Ph.d. omhandlede syntetisk kemi i oligosakkarider. Fra 1983-1988 var han uafhængig forsker i organisk kemi på DTU og Københavns Universitet. I 1985 og 1986 læste han en postdoc på Cambridge University; han var postdoc forsker på Medical Research Council Center, Laboratory of Molecular Biology. I 1996 blev han udnævnt til adjungeret professor på DTU. Fra 1998 - 2011 ledte han en gruppe for organisk kemi på Carlsberg Laboratorium og i 2011 blev han udnævnt til professor på Københavns Universitet.

## Klikkemi
Barry Sharpless havde omkring 2000 lagt grunden til den såkaldte klikkemi, der baserer sig på at etablere heteroatom bindinger (C-X-C) mellem mindre kemiske enheder og hermed opnå større veldefinerede molekyler. Ideen var, at man med nogle få kemiske reaktioner ville kunne syntetisere meget diverse molekyler uden uønskede biprodukter. Den første klikkemi baserede sig på anvendelsen af azider, der kan eksplodere og derfor må behandles med stor forsigtighed, af hvilken grund metoden ikke vakte stor interesse. 
Situationen ændrede sig, da Morten Meldal og Barry Sharpless udviklede den metode, som skulle give klikkemien vinger: den kobberkatalyserede azid-alkyn cykloadditionsreaktion. Morten Meldal og Christian W. Tornøe opdagede at Cuᴵ katalyserer en cycloadditionsreaktion mellem azider og terminale alkyner og præsenterede denne copper-catalysed azide-alkyne cycloaddition (CuAAC) ved en konference i San Diego i 2001. Et par måneder senere publicerede de en mere detaljeret beskrivelse af den kobber-katalyserede proces. Uafhængigt af dette fund publicerede Sharpless sammen med Valery V. Fokin og medarbejdere, at de havde identificeret Cuᴵ som katalysator for 1,3-cycloadditionsreaktionen. Klikkemi baseret på CuACC er en effektiv og enkel kemisk reaktion som nu har fået stor udbredelse bl.a. indenfor udviklingen af specifikke nye lægemidler.